# Kaurutootsi
Kaurutootsi, także Kikkakülä – wieś w Estonii, w prowincji Valga, w gminie Otepää. Według spisu ludności z 2021 roku miała 22 mieszkańców.